# 国际生物化学与分子生物学联盟
国际生物化学与分子生物学联盟（英語：International Union of Biochemistry and Molecular Biology，縮寫：IUBMB）是一个关注生物化学和分子生物学发展的国际非政府组织。该联盟成立于1955年，前身为国际生物化学联盟（International Union of Biochemistry，缩写IUB），目前拥有79个成员国家和地区（截至2020年）。 该联盟致力于促进全世界生物化学和分子生物学的研究和教育，并特别关注该学科仍处于早期发展阶段的地区。

## 历史
第一次生物化学大会于1949年在英国剑桥举行，由生物化学学会组织，并受到在德国出生的英国生物化学家汉斯·阿道夫·克雷布斯爵士的启发，旨在将因第二次世界大战而分离的生物化学家聚集在一起。当时，生物化学作为一门学科正在蓬勃发展，并正寻求获得国际科学理事会（ICSU）内联盟的认可。此次大会是将生物化学确立为一门独立学科和实体的第一步。在大会的最后一次会议上，国际生物化学委员会正式成立，由来自14个国家的20名成员组成，其目标是获得国际科学理事会的认可，成为代表生物化学的国际机构，并争取尽快正式成立国际生物化学联盟。在接下来的几年里，讨论仍在继续，最终在1955年于布鲁塞尔举行的第三届生物化学大会上，国际生物化学联盟（IUB）成立并正式加入国际科学理事会。  1991年，国际生物化学联盟更名为国际生物化学与分子生物学联盟。

## 成员国
IUBMB联合了75个国家的生物化学家和分子生物学家，他们作为IUBMB的“附属机构”或“准附属机构”加入，由生物化学学会、国家研究委员会或科学院代表。它还代表区域组织，亚洲大洋洲生物化学家与分子生物学家联合会（Federation of Asian Oceanian Biochemists and Molecular Biologists，缩写FAOBMB）、欧洲生物化学学会联合会（Federation of the European Biochemical Societies，缩写FEBS）和泛美生物化学与分子生物学学会（Pan-American Society for Biochemistry and Molecular Biology，缩写PABMB）。

## 会议
IUBMB每三年举办一次生物化学和分子生物学大会，并赞助每年三次的专题会议。此外，IUBMB还支持研讨会、教育活动包括唐氏奖学金（Tang Fellowships）、奖项讲座包括禧年讲座（Jubilee Lectures）以及为世界各地的学生提供旅行补助。

## 奖学金
IUBMB致力于为世界各地的生物化学家和分子生物学家提供培训机会。伍德·惠兰研究奖学金 (Wood Whelan Research fellowship) 是为了纪念前任主席哈兰·G·伍德 (Harland G. Wood) 和威廉·约瑟夫·惠兰（William Joseph Whelan）而设立的，旨在为学生提供前往不同国家实验室开展特定项目的机会。中期职业奖学金 (Mid Career Fellowship) 也为处于职业生涯早期的研究人员提供类似的机会。 IUBMB与美国生物化学与分子生物学学会合作提供PROLAB奖学金，为拉丁美洲学生提供在美国学习的机会。

## 生物化学命名法
IUBMB发布生化命名法的标准，包括酶学委员会编号命名法，有时与国际纯化学与应用化学联盟 (IUPAC) 联合发布。酶命名方案于1955年在国际生物化学大会上制定，并于2018年增加了第7类酶，即易位酶。

## 出版物
IUBMB旗下出版有《IUBMB生命》、《生物化学与分子生物学教育》（Biochemistry and Molecular Biology Education，原名《生物化学教育》，Biochemical Education）、《生物因子》（BioFactors）、《生物技术与应用生物化学》、《分子方面医学》和《生物化学科学趋势（Trends in Biochemical Sciences）》等期刊。出版计划支持IUBMB的使命，促进生物化学和分子生物学的发展和进步，以此为基础，生物分子科学可以衍生出服务于人类的基本思想和技术。

## 领导主席
| 任数 | 年份      | 姓名                                  | 国籍                 |
| ---- | --------- | ------------------------------------- | -------------------- |
| 21.  | 2024—2027 | 达里奥·阿莱西                         | 英国                 |
| 20.  | 2021—2024 | 亚历山德拉·牛顿                       | 加拿大 & 美国 & 英国 |
| 19.  | 2018—2021 | 王惠鈞                                | 臺灣                 |
| 18.  | 2015—2018 | 霍安·吉诺瓦特                         | 西班牙               |
| 17.  | 2012—2015 | 格雷戈里·佩茨科                       | 美国                 |
| 16.  | 2007—2012 | 安杰洛·阿齐                           | 瑞士 & 美国          |
| 15.  | 2006      | 乔治·L·凯尼恩（George L. Kenyon）     | 美国                 |
| 14.  | 2003—2006 | 玛丽·奥斯本                           | 英国 & 德国          |
| 13.  | 2000—2003 | 布里安·F·C·克拉克（Brian F.C. Clark） | 丹麦                 |
| 12.  | 1997—2000 | 威廉·约瑟夫·惠兰                      | 英国 & 美国          |
| 11.  | 1994—1997 | 八木国夫                              | 日本                 |
| 10.  | 1991—1994 | 汉斯·L·孔伯格                         | 英国                 |
| 9.   | 1988—1991 | E·C·（比尔）斯莱特                    | 荷蘭                 |
| 8.   | 1985—1988 | 玛丽安娜·格伦伯格-马纳戈              | 法國                 |
| 7.   | 1979—1985 | 哈兰·G·伍德                           | 美国                 |
| 6.   | 1979      | 费奥多尔·吕嫩                         | 德国                 |
| 5.   | 1976—1979 | 亚历山大·A·巴耶夫                     | 俄羅斯               |
| 4.   | 1973—1976 | 早石修                                | 日本                 |
| 3.   | 1967—1973 | A·胡戈·T·特奥雷尔                     | 瑞典                 |
| 2.   | 1961—1967 | 塞韦罗·奥乔亚                         | 西班牙 & 美国        |
| 1.   | 1955—1961 | 马塞尔·弗洛尔金                       | 比利时               |